# Fujiwara no Chikako
Fujiwara no Chikako (藤原親子) est une poétesse et courtisane japonaise qui vit au début de l'époque de Kamakura. Elle est la fille du Udaijin Hamuro Mitsukoshi,  du clan Fujiwara. Elle est aussi connue sous les noms de Go-Saga In no Chūnagon Naishi no Suke (後嵯峨院中納言典侍) et Naishi no Suke Chikako Ason (典侍親子朝臣). Elle fait partie des trente-six poétesses immortelles.
Elle est dame d'honneur de l'empereur retiré Go-Saga et participe à plusieurs utaawase (concours de waka) en 1256, 1265 et 1278. Quelques-uns de ses poèmes sont inclus dans l'anthologie impériale Shokugosen Wakashū et trente-cinq de ses poèmes figurent dans diverses anthologies.